# Tournai-sur-Dive
Tournai-sur-Dive är en kommun i departementet Orne i regionen Normandie i nordvästra Frankrike. Kommunen ligger i kantonen Trun som tillhör arrondissementet Argentan. År 2022 hade Tournai-sur-Dive 295 invånare.

## Befolkningsutveckling
Antalet invånare i kommunen Tournai-sur-Dive
| Referens: INSEE |